# 韦曼·蒂斯代尔
韦曼·蒂斯代尔（英語：Wayman Tisdale，1964年6月9日—2009年5月15日），美国男子篮球运动员。他曾代表美国获得1984年夏季奥运会篮球比赛男子金牌。他也参加了1983年泛美运动会，获得一枚金牌。